# Los Angeles flagga
Los Angeles flagga består av tre skåror i bakgrunden med ränder i grönt, guld och rött. Den gröna färgen representerar olivträd, den gyllene apelsinodlingar och den röda vinodlingar. Färgerna finns också i Spaniens och Mexikos flagga. Det är de två nationer som styrde över Los Angeles innan det blev en del av USA. Flaggan ritades av Roy E. Silent och E.S. Jones 1931 för Los Angeles 150-årsjubileum. Stadens sigill visas i mitten av flaggan.